# Comuna de Łubianka
Łubianka (polaco: Gmina Łubianka) é uma gminy (comuna) na Polónia, na voivodia de Cujávia-Pomerânia e no condado de Toruński. A sede do condado é a cidade de Łubianka.
De acordo com os censos de 2004, a comuna tem 5683 habitantes, com uma densidade 67,1 hab/km².

## Área
Estende-se por uma área de 84,64 km², incluindo:
- área agricola: 87%
- área florestal: 5%

## Demografia
Dados de 30 de Junho 2004:
|                      | Total   | Total | Mulheres | Mulheres | Homens  | Homens |
| -------------------- | ------- | ----- | -------- | -------- | ------- | ------ |
|                      | pessoas | %     | pessoas  | %        | pessoas | %      |
| População            | 5683    | 100   | 2850     | 50,1     | 2833    | 49,9   |
| Densidade (pop./km²) | 67,1    | 100   | 33,7     | 33,7     | 33,5    | 33,5   |

De acordo com dados de 2002, o rendimento médio per capita ascendia a 1441,8 zł.

## Subdivisões
- Bierzgłowo, Biskupice, Brąchnowo, Dębiny, Łubianka, Pigża, Przeczno, Warszewice, Wybcz, Wybczyk, Wymysłowo, Zamek Bierzgłowski

## Comunas vizinhas
- Chełmża, Łysomice, Unisław, Zławieś Wielka